# Дубки (Світловодський район)
Дубки — колишній населений пункт в Кіровоградській області у складі Світловодського району.

## Стислі відомості
В 1930-х роках носило назву Костянтинівка — перебувало у складі Глинської сільської ради.
В часі Голодомору 1932—1933 років від нелюдської смерті померло не менше 1 людини.
Станом на травень 2023 року дата зникнення невідома.